# HR Волопаса
HR Волопаса (лат. HR Boötis) — двойная затменная переменная звезда типа W Большой Медведицы (EW) в созвездии Волопаса на расстоянии приблизительно 2137 световых лет (около 655 парсеков) от Солнца. Видимая звёздная величина звезды — от +13,8m до +13,2m. Орбитальный период — около 0,316 суток (7,5831 часа).

## Характеристики
Первый компонент — жёлтый карлик спектрального класса G2V*. Масса — около 1,23 солнечной, радиус — около 1,17 солнечного, светимость — около 1,5 солнечной. Эффективная температура — около 5238 K.
Второй компонент — жёлтый карлик спектрального класса G. Масса — около 0,22 солнечной, радиус — около 0,54 солнечного, светимость — около 0,4 солнечной. Эффективная температура — около 5551 K.